# Sophronica nigritula
Sophronica nigritula là một loài bọ cánh cứng trong họ Cerambycidae.